# Larmor-Plage
Larmor-Plage (in bretone: An Arvor) è un comune francese di 8 768 abitanti situato nel dipartimento del Morbihan nella regione della Bretagna.

## Società

### Evoluzione demografica
Abitanti censiti

## Amministrazione

### Gemellaggi
- Youghal, Irlanda
- Calafell, Spagna